# Cruz de Gunhild
La Cruz de Gunhild (en danés: Gunhildkorset), llamada así por su primera propietaria, Gunhild, hija de Svend III de Dinamarca, es un crucifijo de mediados del siglo XII tallado en colmillo de morsa y con inscripciones latinas y rúnicas. Actualmente se encuentra en exposición en la colección del Museo Nacional de Dinamarca.

## Historia
Se cree que la cruz fue fabricada alrededor de 1150. Una inscripción en latín dice «Liutgerus, quien me esculpió a instancias de Helena, también llamada Gunnhildr». Según la investigación de Harald Langberg, se cree que el rey Svend se refiere a Svend III Grathe (fallecido en 1157) y no a Svend II Estridsson Ulfsson, como se creía anteriormente. El artista Luitger no es conocido por otras obras.
La cruz se menciona por primera vez en 1650 y en ese momento supuestamente pertenecía a la esposa de Holger Rosenkrantz, Sophie Axelsdatter Brahe. En 1684 fue adquirido por el Real Gabinete de Curiosidades (Kunstkammer). En 1945, fue trasladado al Museo Nacional de Dinamarca.

## Descripción
La cruz está tallada en dos bloques de colmillo de morsa y mide 28,4 x 22 cm. Originalmente estaba pintada en colores rojo, azul y dorado.
Falta la figura central del Cristo en el anverso. Los cuatro brazos de la cruz están decorados con medallones tallados de figuras femeninas, que simbolizan la «Vida» (arriba), la «Muerte» (abajo), la «iglesia victoriosa» (izquierda) y la «sinagoga derrotada» (derecha). La parte trasera de la cruz también está decorada con tallas. En el centro hay una representación del Juicio Final y de un Cristo en Majestad. Los cuatro medallones representan escenas del cielo (arriba) y del infierno (abajo), así como de las almas salvadas (izquierda) y condenadas (derecha).
Las inscripciones latinas están escritas talladas en letras mayúsculas relativamente anchas con un uso abundante de ligaduras y abreviaturas. El nombre Gunhild también está escrito en runas en el borde del medallón inferior. La inscripción en latín dice:

Jesús de Nazaret, rey de los judíos. La Vida, la Muerte, la Santa Iglesia, la Sinagoga. Mirad mis manos y mis pies dice el Señor. Venid aquí, a la bendición de mi Padre, alejaos de mí, malditos, al fuego (eterno). Padre Abraham, ten piedad de mí y envía a Lázaro, para que moje su dedo en agua y refresque (mi lengua). Hijo, recuerda que recibiste cosas buenas en tu vida. Gunnhildr. El que me vea orará a Cristo por Helena, hija del rey Suenono Magnus, quien me hizo hacer en memoria del sufrimiento del Señor. Aquellos que creen en Cristo crucificado recordarán en sus oraciones a Liutgerus, quien me esculpió por orden de Helena, también llamada Gunnhildr.
Side A Iesus Nazarenus rex judeorum vita mors ecclesia sancta synagoga Side B Videte [m]anus meas et pedes meos dicit Dominus venite benedicti patris mei dicedite a me maledicti in ignem pater Habraham miserere mei et mitte Lazarum ut [in]tinguat extremum digiti sui in aquam ut refrig fili recordare quia recepisti bona in vita tua Side C Gunhild qui me cernit pro Helena magni Sueonis regis filia Christum oret que me ad memoriam Dominice passionis parari fecerat Side D Qui in Christum crucifixum credunt Liutgeri memo[ri]am orando faciant qui me sculpserat roga tu Helene que et Gunhild vocat[ur].